# Katharina Bach (Schauspielerin)

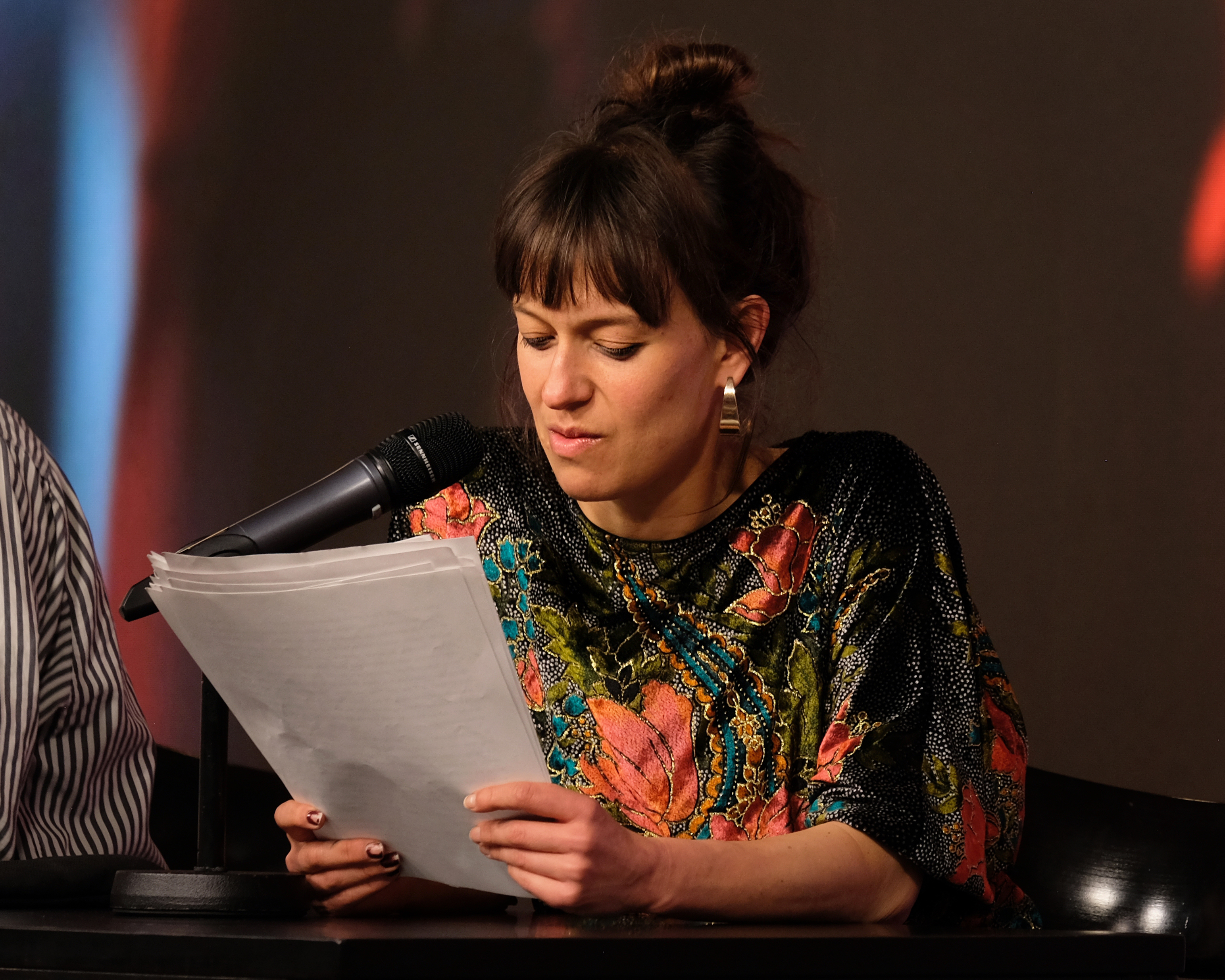
Katharina Bach (2025)

Katharina Bach (* 1985 in Remscheid) ist eine deutsche Theater- und Filmschauspielerin.

## Leben
Bach absolvierte von 2008 bis 2012 ihr Schauspielstudium an der Schauspielschule Bochum (Folkwang Universität der Künste). Von 2012 bis 2019 gehörte sie zum Ensemble des Schauspiels Frankfurt. In der Zeitschrift Theater heute wurde sie 2013 als beste Nachwuchsschauspielerin des Jahres nominiert. 2020 wechselte sie ins Ensemble der Münchner Kammerspiele.
Sie agierte 2012 in Ruf mich an! erstmals in einem Spielfilm. Zwischen 2016 und 2018 wirkte sie in insgesamt vier Kurzfilmen für die Hochschule für Gestaltung Offenbach am Main mit. Sie hatte eine Rolle im Spielfilm Der Weg nach Padulim, der 2019 auf den Internationale Hofer Filmtage uraufgeführt wurde.
Neben dem Schauspiel tritt sie auch als Sängerin in Erscheinung.

## Theater (Auswahl)
Schauspielhaus Bochum
- 2010: Ganze Tage Ganze Nächte
- 2011: Der Messias
- 2011: Cyrano de Bergerac

Schauspielhaus Frankfurt (von 2012 bis 2019)
- The Fe-male Trail
- 50 Jahre Stonewall-Inn
- Das Schloss
- Container Paris
- Pandabären
- Die Möwe
- Betty
- Das Leben der Boheme
- Wie es euch gefällt
- jedermann (stirbt)
- Brand
- Das Herrenlager der Heiligen
- Vor Sonnenaufgang
- Mut und Gnade
- Das Leben der Tony Sender
- Emilia Galotti
- Richard III
- Der Sturm
- Der Revisor
- Fräulein Julie
- Wer hat Angst vor Virgina Wolf
- Was ihr wollt
- Macbeth
- Spiel ist aus
- Gefährliche Liebschaften
- Dogville
- Der Idiot
- Wälsungblut
- Sleepless in my dreams
- Schwarze Begierde

Münchner Kammerspiele
- 2021: Gespenster – Erika, Klaus und der Zauberer
- 2021: Bayerische Suffragetten
- 2021: Die Politiker
- 2021: Heldenplatz
- 2022: The Fe Male Trail
- 2022: Nora
- 2022: Die Freiheit einer Frau
- 2023: Die Vaterlosen

## Filmografie
- 2012: Ruf mich an!
- 2016: Die Zerstörung der Ordnung (Kurzfilm)
- 2016: Die Sitzung (Kurzfilm)
- 2017: Der letzte Blick in die Ferne (Kurzfilm)
- 2018: Dreimal Leben (Kurzfilm)
- 2019: Der Weg nach Padulim
- 2023: 37 Sekunden (Fernsehserie)

## Hörspiele (Auswahl)
- 2016: Heiko Daniels: STYLITES – 37 Jahre / 18 Meter. Das Leben des Säulenheiligen Symeon Stylites des Älteren. Eine Hagiophonie – Regie: Alexander Schuhmacher (Original-Hörspiel – HR)
- 2016: Arnold Stadler, Oliver Sturm: Bibelprojekt: Evangelium Pasolini (Engel) – Regie: Oliver Sturm (Hörspielbearbeitung – HR)
- 2017: Jagoda Szmytka, Gerhild Steinbuch: Live vom Eclat Festival. Aus dem Stuttgarter Theaterhaus – Regie: N. N. (Original-Hörspiel, Ars acustica, Öffentliche Veranstaltung – SWR)
- 2018: Marcel Proust: Sodom und Gomorrha (2 Teile) (Prinzessin von Guermantes) – Regie: Iris Drögekamp (Hörspielbearbeitung – SWR/DLF)